# Jeleń na rykowisku

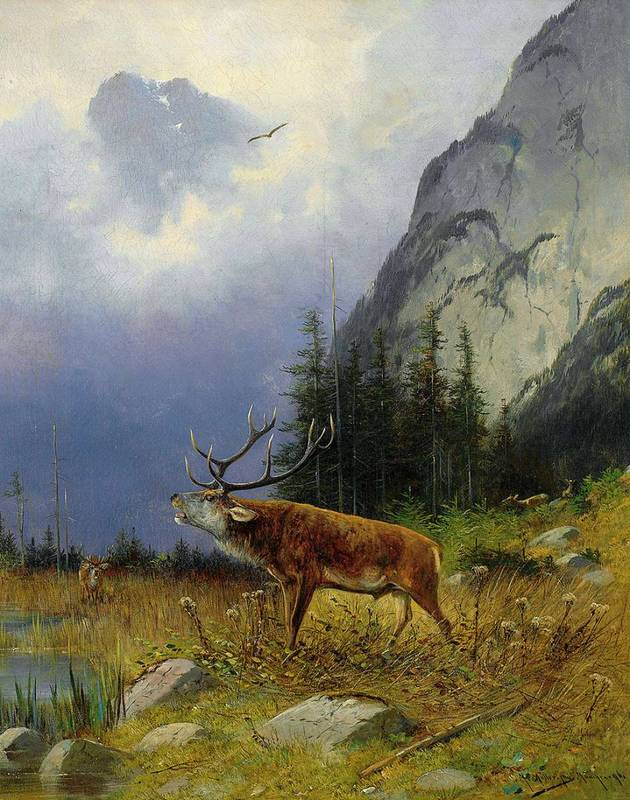
Moritz Müller, Röhrender Hirsch auf einer Lichtung vor Fels, 1896

Jeleń na rykowisku – motyw w malarstwie przedstawiający ryczącego jelenia, uważany za symbol kiczu i złego smaku.
Przedstawienia jeleni w okresie godowym na tle dzikiej przyrody popularne były w XIX wieku w niemieckim malarstwie akademickim. Później takie obrazy były wielokrotnie reprodukowane przez półamatorskich artystów, czasem  w formie oleodruku, ale także makatek, dywanów i innych ozdób umieszczanych w drobnomieszczańskich domach, przez co z biegiem czasu zyskały miano symboli złego smaku.
W wieku XXI niektórzy twórcy zaczęli trawestować motyw jelenia na rykowisku wykorzystując go w dziełach utrzymanych w estetyce świadomego kiczu, kampu.